# Vincent Angban
Vincent de Paul Atchouailou Angban est un footballeur international  ivoirien né le 2 février 1985 à Yamoussoukro. 
Il mesure 1,84 m pour 75 kg, il occupe le poste de gardien de but. Son frère Victorien Angban, né en 1996, est un milieu de terrain prometteur, en contrat avec Chelsea FC depuis 2013.

## Carrière

### Premières années
Il participe à la Coupe d'Afrique des nations junior en 2005 au Bénin. Cette même année, il remporte les jeux de la francophonie au Niger. En 2007 après un passage au Sabé Sports de Bouna, il est remarqué et rejoint l'Asec d'Abidjan, qui l'avait repéré dès 2005 alors qu'il jouait au Rio-Sports. À l'ASEC, il est en concurrence avec des gardiens comme Mohamed Kaboré et Bernard Kouakou mais il réussit à s'imposer en tant que gardien titulaire.

### 2008 et 2009
Après les départs de Kaboré et Kouakou, il reste titulaire en club et devient international espoir. Le 26 mars 2008, il est appelé pour la première fois en équipe nationale. Son premier match comme titulaire se solde sur une défaite 2-0 face à la Tunisie. La saison suivante, il remporte le titre de meilleur gardien du championnat de Côte d'Ivoire devant Stéphane Dimy.
Il est sélectionné par Gérard Gili dans l'équipe olympique pour les Jeux olympiques d'été de 2008 à Pékin. Lors de ce tournoi, il défend les couleurs ivoiriennes avec des joueurs comme Salomon Kalou, Gervinho, Sekou Cissé ou encore Franck Dja Djédjé. Pour le premier match, la Côte d'Ivoire s'incline face à l'Argentine de Lionel Messi, Sergio Agüero, Javier Mascherano et Juan Román Riquelme sans avoir démérité (1-2). Lors du deuxième match, contre la Serbie, Angban réalise une bonne performance et les Ivoiriens l'emportent 4-2. Enfin contre l'Australie, la Côte d'Ivoire l'emporte 1-0 et se qualifie pour les quarts de finale. Opposée au Nigeria, la défense ivoirienne présente trop de failles. Peter Odemwingie ouvre le score, puis les Nigérians doublent la mise sur pénalty
De retour en club, son coéquipier Daniel Yeboah lui est préféré pour terminer la saison. En 2009, il est régulièrement appelé en équipe nationale pour les éliminatoires CAN et Mondial 2010, sans jouer cependant. Il est sélectionné avec Abdoul Karim Cissé pour le Championnat d'Afrique des nations de football 2009 (CHAN) qui se déroule en Côte d'Ivoire. Lors du match d'ouverture contre la Zambie, les Éléphants perdent sur le score de 3-0. Malgré le score, Angban a sauvé à plusieurs reprises son équipe. Lors du deuxième match, la Côte d'Ivoire perd face à la Tanzanie sur le score de 1-0. Les Éléphants sont donc éliminés au premier tour. Lors du dernier match de poule, la Côte d'Ivoire accroche le Sénégal 0-0. À la fin du tournoi, ses bonnes prestations valent à Angban d'être élu meilleur joueur ivoirien du CHAN[réf. nécessaire].
La saison continue en club, où il partage toujours sa place avec Daniel Yeboah, élu meilleur gardien du championnat 2009 et frappe aux portes de la sélection. Les deux portiers de l'Asec sont sélectionnés pour le Tournoi de l'UEMOA 2009 au Bénin. Angban est titulaire lors du premier match contre le Mali, achevé sur un score de parité 1-1. Pour les deux autres matchs, Georges Kouadio titularise Yeboah. La Côte d'Ivoire gagne face au Burkina Faso 1-0 et fait un nul contre le Sénégal. Elle termine deuxième mais est éliminée. Lors du match contre la Guinée comptant pour la dernière journée des éliminatoires CAN Mondial 2010, puis celui contre l'Allemagne, le sélectionneur Vahid Halilhodžić préfère Aristide Zogbo à Angban pour remplacer Boubacar Barry Copa, blessé.

### 2010
Pour l'année 2010, Angban signe une prolongation de contrat d'un an avec l'Asec avec une clause de titularisation. Son concurrent fait de même. La saison commence et Angban est appelé pour la Coupe d'Afrique des nations de football 2010 en Angola, comme troisième gardien (après Copa et Zogbo). Lors des préparations de la CAN, il honore sa 2e sélection A contre la Tanzanie, en remplaçant Copa à la pause. Les Ivoiriens l'emportent 1-0. À son retour l'alternance avec Yeboah reprend. Coupable d'une faute de main contre le Zanaco Football Club en Ligue des champions africaine, il encaisse ensuite deux buts contre le rival l'Africa Sports National en Coupe de Côte d'Ivoire. Certains dirigeants et supporteurs le mettent en cause. Présélectionné pour la Coupe du monde 2010, il est finalement écarté de la sélection au profit de Yeboah.
En fin de contrat avec l'Asec d'Abidjan, il est sollicité par plusieurs clubs ivoiriens ainsi que l'Impact de Montréal mais ne donne pas suite. Il signe finalement au Jeunesse d'Abidjan.

## Palmarès
Il a joué quatre saisons à l'ASEC durant lesquelles il a été deux fois vice-champion (en 2007 et 2008), deux fois vainqueur du championnat de Côte d'Ivoire (en 2009 et 2010) et deux fois vainqueur de la coupe de Côte d'Ivoire.

## Clubs
- Rio-Sports d'Anyama
- Sabé Sports de Bouna
- ASEC Abidjan